# 林厳雄
林 厳雄（はやし いづお、1922年5月1日 - 2005年9月26日）は、日本の物理学者。東京府生まれ。半導体レーザーの実現に功績があった。

## 経歴
東京大学理学部物理学科卒業。
東京大学原子核研究所助教授を経て、1963年に渡米。マサチューセッツ工科大学に滞在後、1964年から1971年までベル研究所研究員で勤務して1970年には室温での半導体レーザーの連続発振に成功した。1971年に帰国、日本電気中央研究所などで研究した。1976年IEEEフェロー選出。2001年にはベル研究所時代の同僚であるモートン・パニッシュとソビエトでレーザーの連続発振に成功したジョレス・アルフョーロフと共に京都賞先端技術部門を受賞した。
京都賞の賞金をもとに応用物理学会の光・電子集積技術業績賞（林厳雄賞）が設けられた。

## 受賞歴
- 1961年 藤原賞
- 1974年 市村産業賞奨励賞　長寿命半導体レーザーの開発に対して
- 1984年 IEEE J. J. Ebers Award、ヴェルカー賞
- 1986年 朝日賞[1]
- 1988年 IEEEデービッド・サーノフ賞
- 1993年 Marconi Fellowship賞
- 2001年 京都賞先端技術部門[2]

## 論文
- Hayashi, I., M. Panish, and P. Foy. "A low-threshold room-temperature injection laser." IEEE Journal of Quantum Electronics 5.4 (1969): 211-212.
- Hayashi, I., et al. "Junction lasers which operate continuously at room temperature." Applied Physics Letters 17.3 (1970): 109-111.
- Panish, M. B., I. Hayashi, and S. Sumski. "DOUBLE‐HETEROSTRUCTURE INJECTION LASERS WITH ROOM‐TEMPERATURE THRESHOLDS AS LOW AS 2300 A/cm2." Applied Physics Letters 16.8 (1970): 326-327.
- Panish, M. B., S. Sumski, and I. Hayashi. "Preparation of multilayer LPE heterostructures with crystalline solid solutions of Al x Ga 1− x As: Heterostructure lasers." Metallurgical Transactions 2.3 (1971): 795-801.
- Hayashi, I., M. B. Panish, and F. K. Reinhart. "GaAs–Al x Ga1− x As Double Heterostructure Injection Lasers." Journal of Applied Physics 42.5 (1971): 1929-1941.

## 特許
- アメリカ合衆国特許第 3,691,476号
- アメリカ合衆国特許第 3,289,102号
- アメリカ合衆国特許第 3,733,561号
- アメリカ合衆国特許第 4,092,614号
- アメリカ合衆国特許第 4,105,955号
- アメリカ合衆国特許第 3,983,510号